# Beonex Communicator
Beonex Communicator était une suite de logiciels Internet comprenant un navigateur web un client de courrier électronique et un client de forum de discussion. Open-source, il était basé sur des applications Mozilla Application Suite. Sa vocation était de proposer une suite d'application Internet destinée au grand public, les versions proposées par Mozilla ne s'adressant qu'aux testeurs.
À la suite du changement de direction de la Mozilla Foundation, qui a décidé de se tourner vers le grand public, ce projet est devenu obsolète, sonnant la mort de Beonex.